# Dólar bermudense
O dólar bermudense (símbolo: $; código: BMD; também abreviado como BD$) é a moeda oficial do Território Ultramarino Britânico das Bermudas. É subdividido em 100 centavos. O dólar bermudense não é normalmente negociado fora das Bermudas e está atrelado ao dólar dos Estados Unidos na proporção de um para um. Ambas as moedas circulam nas Bermudas em igualdade de condições.

## História

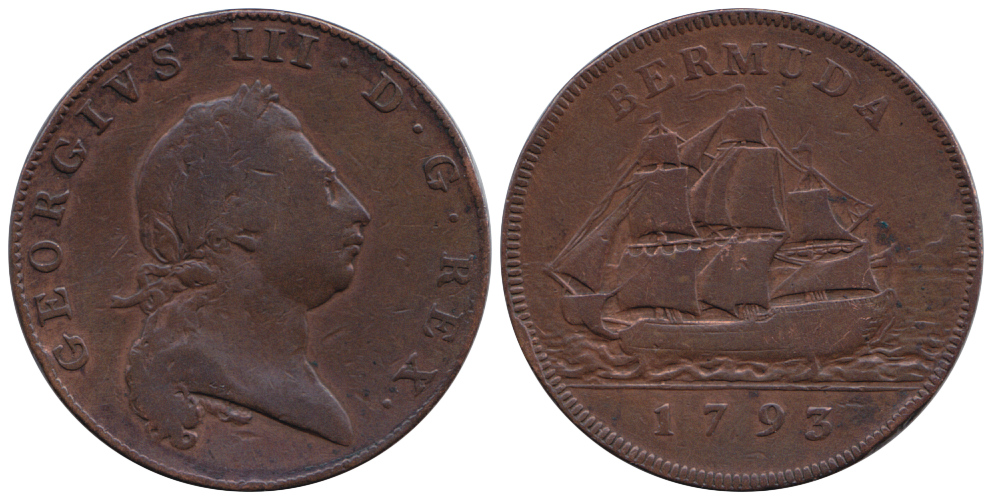
Moeda de um péni das Bermudas 1793

Por quase quatrocentos anos, os dólares espanhóis, conhecidos como peso de ocho, foram amplamente utilizados nas rotas comerciais do mundo, incluindo a região do Caribe. No entanto, após as guerras revolucionárias na América Latina, a fonte dessas moedas de comércio de prata, esgotou. O Reino Unido havia adotado um padrão-ouro muito bem-sucedido em 1821 e, portanto, o ano de 1825 foi um momento oportuno para introduzir a moeda esterlina britânica em todas as colônias britânicas. Uma Ordem Imperial em Conselho foi aprovada naquele ano para facilitar esse objetivo, tornando a moeda esterlina legal nas colônias à taxa especificada de 1 dólar espanhol para 4 xelins, 4 pênis esterlinos. Como as moedas de prata esterlina estavam atreladas a um padrão-ouro, essa taxa de câmbio não representava de forma realista o valor da prata nos dólares espanhóis em comparação com o valor do ouro em soberano britânico de ouro. Por causa disso, a ordem teve o efeito, em muitas colônias, de tirar de circulação a moeda esterlina, em vez de incentivar seu uso.
A legislação corretiva teve que ser introduzida em 1838 para mudar para a classificação mais realista de $ 1 = 4s 2d. No entanto, na Jamaica, Honduras Britânica, Bermudas e mais tarde também nas Bahamas, a classificação oficial foi posta de lado em favor da conhecida tradição Maccaroni, na qual um xelim britânico, conhecido como Maccaroni, era tratado como um quarto de dólar. O elo comum entre esses quatro territórios foi o Banco da Nova Escócia que trouxe a tradição Maccaroni, resultando na introdução bem sucedida de ambas as contas de libras esterlinas e libras esterlinas. Não foi, no entanto, até 1 de janeiro de 1842 que as autoridades das Bermudas decidiram oficialmente tornar a libra esterlina a moeda oficial da colônia para circular simultaneamente com os Doubloons (64 xelins) à taxa de $ 1 = 4s 2d. Ao contrário das expectativas, e ao contrário das Bahamas, onde os dólares norte-americanos circulavam simultaneamente com a libra esterlina, as bermudas não se deixaram atrair para a área monetária dos EUA. Os dólares espanhóis caíram na década de 1850, mas retornaram na década de 1870 após a crise internacional de prata de 1873. Em 1874, os comerciantes das Bermudas concordaram unanimemente em recusar as pesadas importações de moeda norte-americana, exceto com um grande desconto, e então exportado novamente. E em 1876, a legislação foi aprovada para desmonetizar os dólares de prata, por medo de eles retornarem. Em 1882, o “ato de curso legal” local desmonetizou o doubloon de ouro, que na verdade tinha sido o padrão real nas Bermudas, e isso deixou libras, xelins e pence como única moeda legal.
A libra esterlina permaneceu como a moeda oficial das Bermudas até 1970, embora o governo das Bermudas tenha emitido suas próprias cédulas de libra. Com as moedas americanas e canadenses aparecendo regularmente em circulação nas Bermudas e a possibilidade de desvalorização da libra esterlina, as Bermudas foram obrigadas a adotar sua própria moeda decimal. Em 6 de fevereiro de 1970, as Bermudas introduziram uma nova moeda decimal na forma de dólar. Os incipientes dólares bermudenses circularam em conjunto com a nova moeda decimal britânica um ano antes de ela ser introduzida no Reino Unido. Ao adotar a decimalização antecipadamente, as Bermudas também puderam fazer pedidos de moedas à Royal Mint antes que outros países da Commonwealth que buscavam a decimalização pudessem fazê-lo. A ligação entre o dólar bermudense e a libra esterlina não foi rompida até 31 de julho de 1972, o que permitiu que as Bermudas se alinhassem a uma taxa de câmbio de um para um com o dólar dos EUA. A decisão das Bermudas de atrelar seu dólar ao dólar dos EUA aumentou a conveniência para a multidão de turistas e empresas americanas das quais as Bermudas dependiam em grande parte.
Desde 1972, a lei das Bermudas exige que empresas locais cobrem preços em dólares bermudenses que, se pagos em dólares, devem ser aceitos a uma taxa de 1:1. Somente os bancos podem legalmente trocar dólares bermudenses por dólares ou outras moedas, sujeito a um imposto sobre compra de moeda estrangeira de 1,25% (alguns bancos também cobram uma taxa de câmbio).